# Sergio Viotti
Pour les articles homonymes, voir Viotti (homonymie) et Viotti.
Sergio Viotti, né le 4 mars 1990 à Brescia (Italie), est un footballeur italien évoluant avec l'AS Martina Franca.

## Parcours professionnel

### Jeunesse et débuts à Brescia (1990-2010)
Viotti est natif de Brescia, en Lombardie. Élevé à Brescia, il est un ami d'enfance de Mario Balotelli depuis l'âge de 6 ans,.
Viotti commence sa carrière au Brescia Calcio. Il figure dans l'équipe type de la Primavera lors de la saison 2007-08, devançant Andrea Caroppo. Il est transféré à Bellaria le 1er juillet 2008, pour une valeur de 50 000 €, mais revient à Brescia le 30 juin 2009. À son retour, il est promu dans l'équipe première de Brescia. Il porte le no 22 durant la saison (il possédait ce numéro depuis la saison 2006-07 mais n'avait jamais joué avec). Il est promu en Serie A par le biais des plays-off avec Brescia. Toutefois, Sergio Viotti joue seulement une poignée de minutes en Serie B avec Brescia.

### Passage à Triestina (2010-2011)
Il quitte Brescia le 1er août 2010, alors que l'équipe vient d'être promue en Serie A, et s'engage avec Triestina, un club de Serie B, pour un montant de 200 000 €. Il y est alors le remplaçant de Roberto Colombo.

### Le Chievo et les prêts (2011-2015)
Triestina le revend au Chievo le 24 juin 2011 pour une transaction de 200 000 €. Il y rejoint alors son coéquipier international Marco Silvestri. Le 31 août 2011, il retourne à Triestina en prêt pour un montant de 200 000 €,.
Viotti est le gardien titulaire de Triestina lors de la saison 2011-12, dans le championnat de Prima Divisione Lega Pro (troisième division). Viotti est prêté à Grosseto le 1er janvier 2012 pour une transaction de 275 000 €,, il y est alors le remplaçant d'Antonio Narciso et porte le no 23.
Il retourne au Chievo le 30 juin 2012 pour une transaction évaluée à 300 000 €. Il est prêté à Cremonese le 8 janvier 2013 pour un montant estimé à 300 000 €,,.
Il part à la Juve Stabia en prêt le 16 juillet 2013 pour un montant de 250 000 €,.
Il est prêté à Monza le 1er juillet 2014 pour une transaction de 250 000 €. Il entame son dernier prêt lors de sa période au Chievo, en étant prêté le 8 janvier 2015 à Pro Vercelli pour un montant de 300 000 €.

### La vente gratuite à Martina (2015-)
Viotti signe gratuitement en faveur de l'AS Martina le 4 septembre 2015,.